# Iraida Wassiljewna Alexandrowa
Iraida Wassiljewna Alexandrowa (russisch Ираида Васильевна Александрова, engl. Transkription Iraida Aleksandrova, geb. Пудовкина – Pudowkina – Pudovkina; * 2. November 1980) ist eine russische Marathonläuferin.
Bis 2005 war sie als Geherin aktiv. Nach ihrem Wechsel zum Laufsport wurde sie 2006 Fünfte beim California International Marathon. Im Jahr darauf wurde sie Dritte beim Country Music Marathon und gewann den Siberian International Marathon. 2008 wurde sie Fünfte beim Rock ’n’ Roll Arizona Marathon, siegte bei der russischen Meisterschaft und wurde Dritte beim Siberian International Marathon.
Nach ihrer Heirat wurde sie jeweils Vierte beim Siberian International Marathon 2010 und beim Krakau-Marathon 2011. 2012 siegte sie beim Riga-Marathon.

## Persönliche Bestzeiten
- Marathon: 2:36:13 h, 17. April 2011, Krakau
- 20 km Gehen: 1:29:57 h, 11. Juni 2005, Saransk